# Real Fábrica de Artillería de Jimena de la Frontera

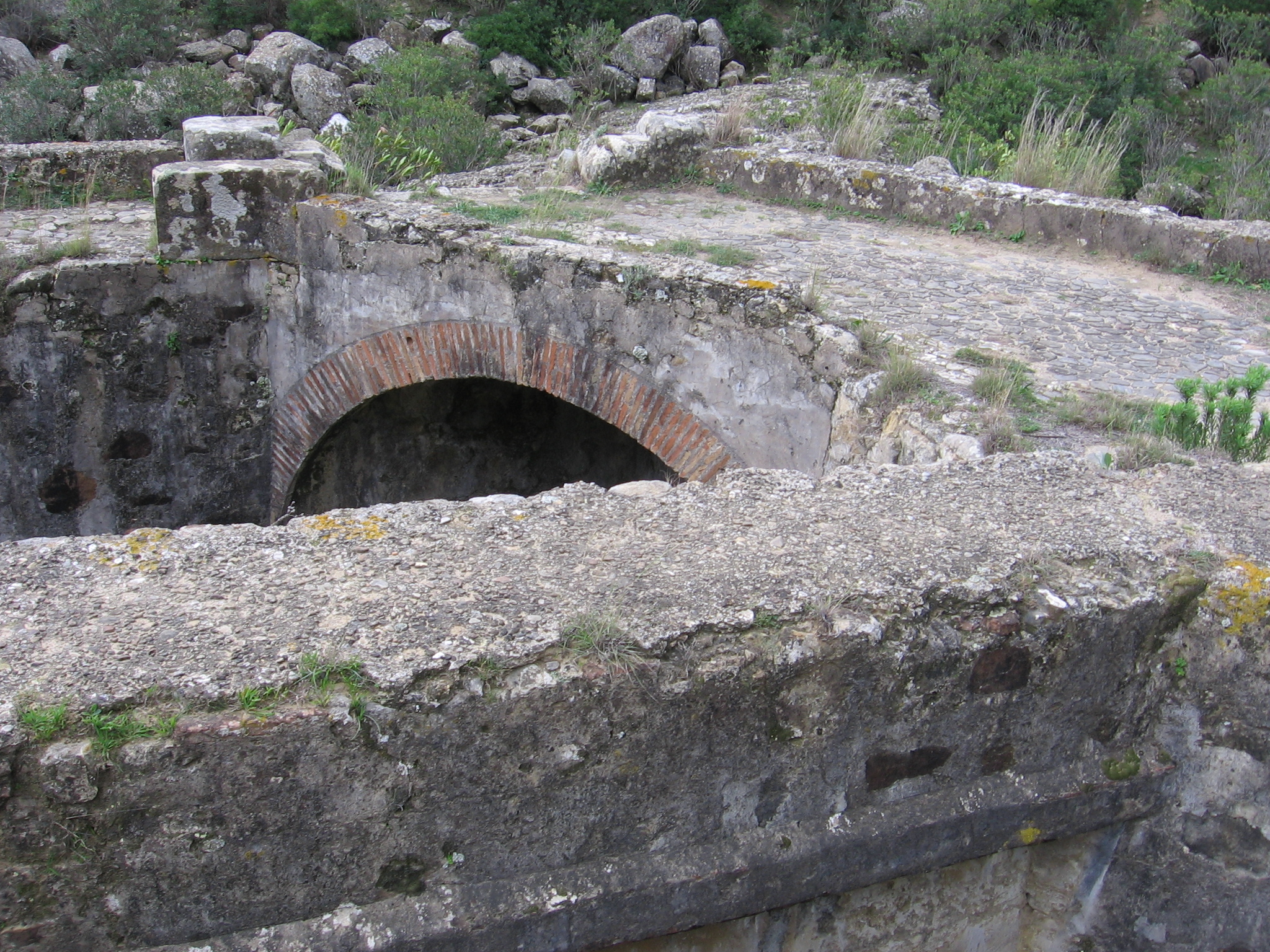
Cao de la Real Fábrica de Artillería.

Las Reales Fábricas de Artillería situadas en Jimena de la Frontera (Cádiz) España y construidas en el siglo XVIII pueden considerarse como los segundos altos hornos andaluces, tras el próximo de Cartajima
Surgen por el empeño puesto por Eduardo Boyetet quien propuso al monarca Carlos III la fundición de artillería en la zona en 1761. Cerca de San Pablo de Buceite se localizó una mina de hierro, cuya producción abastecería de materia prima a la Real Fábrica de Artillería y como combustible se utilizaba la madera procedente de las grandes masas forestales existentes. 
Los fuelles eran movidos por el agua que transportaba el canal. Su fundición, que no prospera hasta 1777 y se abandona en 1788, pensada para cubrir el suministro a Indias, cobra especial relevancia ante las necesidades surgidas con sitio de Gibraltar, al que se destinó la mayor parte de su producción.
Quedan restos de esta empresa a orillas del río Guadiaro, una fábrica que no llegó a funcionar en la finca conocida como La Fábrica de las Bombas. 
A orillas del río Hozgarganta, en La Pasada de Alcalá, se levantan los restos más significativos, como el murallón.
Destacan en este lugar, las obras de canalización de agua del río Hozgarganta con destino a la fundición. Precisamente la ausencia de un caudal continuo y suficiente sentenció su abandono. El canal, con unos 600 m de largo y 4 m de ancho, llega a alcanzar los 5 m de profundidad. Está construido el canal con recia cantería, a veces excavada en la misma roca. Entró en funcionamiento en abril de 1780, coincidiendo con el asedio de Gibraltar.